# أندرياس سيلجستروم
أندرياس سيلجستروم (بالسويدية: Andreas Siljeström)‏ مواليد 21 يوليو 1981، هو لاعب كرة مضرب سويدي بدأ مسيرته كمحترف سنة 2001 يلعب باليد اليمنى. أعلى تصنيف له في الفردي كان المركز الـ 964 في سنة 2010.

## الخط الزمني للزوجي
مفتاح
| ف | ن | ن.ن | ر.ن | د# | د.م | ل | أ.أ | ت | غ | ب | ف | ذ | م.خ | ل.ت |

(ف) فاز بالبطولة (ن) وصل النهائي (ن.ن) نصف النهائي (ر.ن) ربع النهائي (د#) الأدوار الأربعة الأولى (د.م) دور المجموعات (ل) شارك في كأس ديفيز (أ.أ) خرج من الأدوار الاولى (ت) خسر التصفيات التأهيلية (غ) غاب عن الحدث أو البطولة (ب) حصل على ميدالية برونزية (ف) حصل على ميدالية فضية (ذ) حصل على ميدالية ذهبية (م.خ) بطولة الماسترز خُفضت إلى مرتبة أقل (ل.ت) البطولة لم تعقد في السنة المعينة.
لتجنب الارتباك وازدواجية الحساب، يتم تحديث هذه المعلومات إما في نهاية البطولة، أو عندما تكون مشاركة اللاعب في البطولة قد انتهت.
| الدورة             | 2011 | 2012 | 2013 | 2014 | ف-خ |
| ------------------ | ---- | ---- | ---- | ---- | --- |
| دورات الجراند سلام |      |      |      |      |     |
| أستراليا المفتوحة  |      | د1   |      |      | 0–1 |
| فرنسا المفتوحة     |      | د1   |      |      | 0–1 |
| بطولة ويمبلدون     |      |      | د1   | د1   | 0–2 |
| أمريكا المفتوحة    | د2   |      |      |      | 1–1 |

## روابط خارجية
- أندرياس سيلجستروم على موقع رابطة محترفي التنس (الإنجليزية)
- أندرياس سيلجستروم على موقع الاتحاد الدولي لكرة المضرب (الإنجليزية)
- أندرياس سيلجستروم على موقع كأس ديفيز (الإنجليزية)
- أندرياس سيلجستروم على موقع خلاصة التنس.كوم (الإنجليزية)